# Xanthoparmelia consociata
Xanthoparmelia consociata är en lavart som först beskrevs av Elix, och fick sitt nu gällande namn av Elix & J. Johnst. Xanthoparmelia consociata ingår i släktet Xanthoparmelia och familjen Parmeliaceae.   Inga underarter finns listade i Catalogue of Life.